# Bakossi-Berge
Die Bakossi-Berge sind eine Mittelgebirgsregion an der Grenze der Provinzen Sud-Ouest und Littoral in Kamerun. Die größte Höhe von 2.064 Meter über den Meeresspiegel erreichen die Bakossi-Berge am Mount Kupe und sie entstanden im Gefüge der Aufwölbung der Kamerunlinie. Nördlich der Bakossi-Berge liegen das Bambouto-Massiv (ca. 40 km), westlich die Rumpiberge, nordöstlich der Manengouba (ca. 20 km) und südwestlich der Kamerunberg (ca. 120 km). Benannt wurde die Gebirgsregion nach dem Volk der Bakossi.
Die Bakossi-Berge umfassen ein Gebiet von 2.390 km² und setzen sich aus vier Gebirgsformationen zusammen. Die zentrale Region bilden die Edib Hills, nördlich liegen die 1.895 Meter hohen Mwendolengo Mountains und die 1.795 Meter hohen Mwenzenkong Mountains. Im Südosten der Ebid Hills liegt das Vulkanmassiv des Mount Kupe, getrennt vom Jide Valley. Hydrologisch bilden die Bakossi-Berge eine Wasserscheide zwischen den Flusssystemen des Mungo im Süden, dem Cross River im Nordwesten und dem Wouri im Südosten. Das Klima in den Bakossi-Bergen ist tropisch feuchtwarm, mit einer trockeneren Periode von November bis März und einer ausgesprocheneren Regenzeit von April bis Oktober, die ihren Höhepunkt mit Eintreffen des Monsuns im Juli bis September erreicht. Die Tagesdurchschnittstemperaturen variieren von 22 bis 32 °C und die Luftfeuchtigkeit erreicht Werte von 75 bis 85 %, ganzjährig.
Die Gebirgsregion der Bakossi-Berge gilt zusammen mit dem Gebirgsmassiv des Manengouba als ein Biodiversitätshotspot, in dem 2.412 Tier- und Pflanzenarten vorkommen. Von diesen sind 82 Tierarten endemisch in diesem Gebiet, wobei 123 Arten in der Region nur vom Mount Kupe bekannt sind. 232 Arten gelten in der Region vom Aussterben bedroht. Von den Primaten kommen in der Region der Mandrill (Mandrillus sphinx), Drill (Mandrillus leucophaeus) und der Gemeiner Schimpanse (Pan troglodytes) vor. Andere große Säugetiere umfassen Bestände der Großen Otterspitzmaus (Potamogale velox) und des afrikanischen Waldelefanten (Loxodonta cyclotis). Zahlreiche Erstbeschreibungen von Tier- und Pflanzenarten sind aus dem Gebiet der Bakossi-Berge bekannt, so der im Jahr 2000 erstmals beschriebene und zur Familie der Langfingerfrösche gehörende Leptodactylodon wildi.